# Кармановская (Ленинградская область)
Кармановская — деревня в Винницком сельском поселении Подпорожского района Ленинградской области.

## История
Несколько деревень «в Немже» упоминаются в писцовой книге Обонежской пятины 1496 года. Деревни относились к Ильинскому Винницкому погосту.
Несколько деревень «в Нимже» упоминаются в писцовых книгах 1563 года.
Затем деревня Кармановская (Курмановская) у реки у Ояти упоминается в писцовых книгах 1582 и 1678 годов.

КАРМАНОВСКАЯ (НЕМЖИНСКИЙ ПОГОСТ) — село при реке Ояти, число дворов — 6, число жителей: 20 м. п., 16 ж. п.; Все чудь. (1873 год)

Сборник Центрального статистического комитета описывал её так:

КАРМАНОВСКОЕ (НЕМЖИНСКИЙ ПОГОСТ) — село бывшее государственное при реке Ояти, дворов — 6, жителей — 30; церковь православная. (1885 год)

Деревня административно относилась к Винницкой волости 2-го стана Лодейнопольского уезда Олонецкой губернии.

КАРМАНОВСКАЯ (при погосте) — деревня Немжинского общества при реке Ояти, население крестьянское: домов — 7, семей — 7, мужчин — 21, женщин — 26, всего — 47; население некрестьянское: домов — 2, семей — 2, мужчин — 3, женщин — 2, всего — 5; лошадей — 10, коров — 22, прочего — 24. Школа. (1905 год)

С 1917 по 1922 год деревня входила в состав Немжинского сельсовета Винницкой волости Лодейнопольского уезда Олонецкой губернии.
С 1922 года в составе Ленинградской губернии.
С 1927 года в составе Винницкого района.
По данным 1933 года деревня Кармановская входила в состав Немжинского вепсского национального сельсовета Винницкого национального вепсского района.
Согласно областным административным данным деревня называлась также Немжа Погост.

Деревня Кармановская на карте 1940 года

Согласно топографической карте РККА 1940 года деревня входила в куст деревень Немжа.
С 1963 года в составе Лодейнопольского района.
С 1965 года в составе Подпорожского района.
По данным 1966 года деревня Кармановская также входила в состав Немжинского сельсовета.
В 1971 году деревни Кармановская, Ивановская и Никитинская были объединены в один населённый пункт — деревню Кармановская.
По данным 1973 и 1990 годов деревня Кармановская входила в состав Озёрского сельсовета.
В 1997 году в деревне Кармановская Озёрской волости проживали 134 человека, в 2002 году — 122 человека (русские — 52 %, вепсы — 40 %)
В 2007 году в деревне Кармановская Винницкого СП проживали 98 человек.

## География
Деревня расположена в южной части района на автодороге 41К-713 (Винницы — Казыченская).
Расстояние до административного центра поселения — 12 км. Расстояние до районного центра — 90 км.
Расстояние до ближайшей железнодорожной станции Подпорожье — 96 км.
Деревня находится на левом берегу реки Оять.

## Демография
| 1873 | 1885 | 1905 | 1997 | 2007 | 2010 | 2017 |
| ---- | ---- | ---- | ---- | ---- | ---- | ---- |
| 36   | ↘30  | ↗52  | ↗134 | ↘98  | ↘77  | ↘63  |

### Национальный состав
Согласно данным Всероссийской переписи населения 2021 года в деревне проживал 1 человек, русский.

## Достопримечательности
- Церковь Георгия Победоносца, построена в 1897 году, деревянная, недействующая. Закрыта в 1931 году, перестроена под клуб[22].
- Почитаемый камень «Ристи-киви» в лесу близ деревни[23]

## Улицы
Библиотечная, Немжинская, Рябиновая, Фёдоровская.